# Maxen
Maxen ist ein Dorf mit rund 500 Einwohnern im Landkreis Sächsische Schweiz-Osterzgebirge in Sachsen, das seit 1994 zur neu gebildeten Gemeinde Müglitztal gehört.

## Geographie

### Geographische Lage und Topographie
Das Pfarrdorf liegt auf einem Hochplateau zwischen dem Lockwitztal und dem Müglitztal  im Osterzgebirge. Maxen befindet sich rund 18 km südöstlich des Stadtzentrums von Dresden und circa 4 km südöstlich von Kreischa. Mit einer Höhe von 363 m ü. NHN ist der Ort rund 260 m über dem Dresdner Elbpegel gelegen und er stellt somit den höchsten Ortsteil der Gemeinde Müglitz dar.
Eine bewegte Topographie prägt das Landschaftsbild von Maxen. Das Relief ist durch unterschiedlich widerstandsfähige Gesteine mit einem weithin sichtbaren Plateau und tiefen Einschnitten der größeren und kleineren Fließgewässer bestimmt. Der im Südwesten gelegene Finckenfang (⊙) ist die höchste Erhebung des Dorfes mit einer Höhe von 394 m ü. NHN. In die Hochebene des Maxener Umlands haben sich das Müglitztal und das Lockwitztal sowie deren Zuflüsse durch Erosion tief eingeschnitten. Der Naturraum von Maxen liegt in der kollinen Stufe (Hügelland).

### Nachbarorte
Im Norden von Maxen grenzt Wittgensdorf und Tronitz an und im Nordosten des Ortes schließt sich Schmorsdorf an. Im Südosten des Dorfes befindet sich Mühlbach und im Südwesten ist Hausdorf gelegen. Lungwitz ist der nordwestliche Nachbar von Maxen.

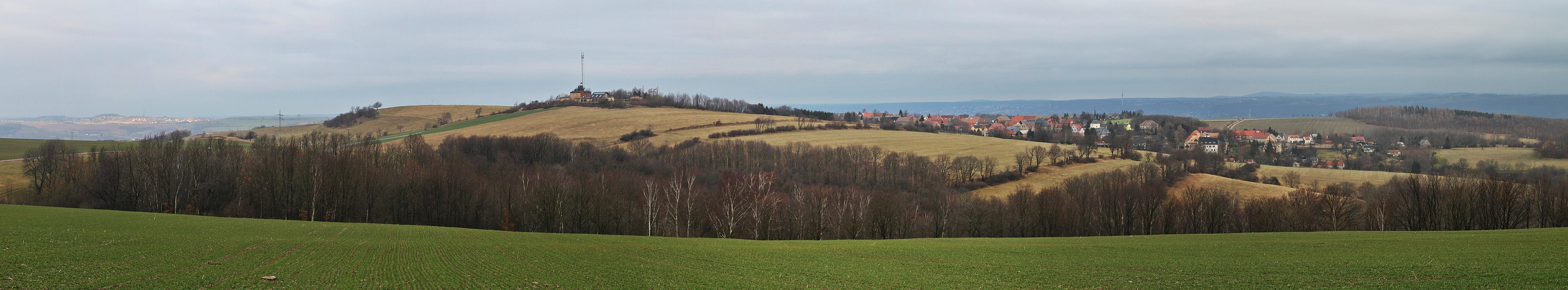
Blick auf den Finckenfang (links im Bild) und den Ortskern von Maxen (rechts im Bild) aus südlicher Richtung von dem Dreiberge

### Naturräumliche Zuordnung
Maxen ist naturräumlich dem Östlichen Erzgebirgsvorland (Mannsfeld und Syrbe 2008) zugeordnet, das Bestandteil der Naturregion Sächsisches Lößgefilde ist. Im Westen von Maxen erfolgt der Übergang zum Naturraum Unteres Osterzgebirge.

### Geologie
Die Geologie von Maxen besteht aus einem Mosaik an unterschiedlichen Gesteinen des Elbtalschiefergebirges, das Teil der Elbezone ist. Es grenzt im Südwesten unmittelbar an das Osterzgebirge an. Das Grundgebirge entstand während der Variszischen Orogenese. Im Laufe dieser Gebirgsbildungsphase in der jüngeren Hälfte des Paläozoikums (Erdaltertums) wurden die Gesteinskomplexe des Elbtalschiefergebirges gefaltet und schwach durch Druck und Temperatur (Metamorphose) überprägt. Im Unterkarbon drang (Intrusion) in diese Gesteinsserie Granit von Markersbach ein. Dadurch wurden die umgebenden Gesteine kontaktmetamorph verändert. Danach, im Oberkarbon kamen infolge der enormen Blattverschiebungen die nicht metamorphen Gesteine der Lausitz gegenüber den metamorphen Gesteinen des Erzgebirges zu liegen. Währenddessen bewegten sich auch die Gesteinsserien des Elbtalschiefergebirges, mit der Folge, dass sie sich seither zwischen denen des Erzgebirges und der Lausitz befinden. Durch die Mittelsächsische Störung wird das Osterzgebirge von dem Elbtalschiefergebirge getrennt. In dem Störungsbereich sind die Gesteine durch die stattgefundenen Verschiebungsprozesse zerschert und deformiert. Das Elbtalschiefergebirge setzt sich daher aus einem bunten, schwach metamorphen Gesteinskomplex und Granit zusammen.
Neben Schichten aus dem Devon, wie Tuffgestein kommen im Süden von Maxen Schichten aus dem Ordovizium mit einer Frauenbach-Schichtenfolge vor. Eine geologische Besonderheit ist das Vorkommen von Marmor. Der Marmor-Steinbruch in Maxen befindet sich in einer tektonischen Mulde und der Maxener Marmor ist Teil einer sedimentär-vulkanogenen Gesteinsfolge. Dieser Kalkstein wird stratigraphisch dem Oberdevon zugeordnet und er entstand im Vorfeld der variszischen Orogenese infolge der Karbonatentwicklung in einem Meeresraum, der durch geologische Prozesse zunehmend differenziert wurde. Die Mulde wird aus einer Diabas-Kalkstein-Serie des Oberdevons mit bunten Tonschiefern und mächtigen plattigen Kalksteinen, massigen Kalksteinen und Dolomit-Marmoren gebildet. Den geologischen Abschluss der Mulde stellen im Liegenden grauviolette Tonschiefer und Diabas-Tuffe dar. Aufgrund von örtlichen basischen Intrusionen wurden kontaktmetamorphe Veränderungen der Kalke ausgelöst, die zur Ausbildung des typischen Maxener Marmors führten.

### Boden

#### Hochebene
Die Maxener Plateaulage zeichnet sich durch sehr fruchtbare Lösslehme aus, die tiefgehend entkalkt sind. Die prägende Bodenform des Naturraumes von Maxen ist Braunerde aus periglaziärem Grusschluff über periglaziärem Grussand. Die Böden bestehen aus Lockersedimentdecken. Diese periglaziären Lagen mit lössreichem Feinbodenanteil über Fest- oder Lockergestein sind sehr saurer und frisch.

#### Auenflächen
In den Auen sind stark vernässte Böden mit Grundwassereinfluss aus Auengley vorherrschend. Diese semiterrestrischen Böden bestehen aus fluvilimnogenen Schluff (Auenschluff) über periglaziärem Grussand (sedimentäres Festgestein).

### Fließgewässer
Im Norden von Maxen entwässert der Bach Winterleite die nördliche Hochfläche des Maxener Umlandes in West-Ost-Richtung in das sehr steile Kerbsohlental der Müglitz. Im Südosten des Dorfes erstreckt sich eine Quellmulde und führt das Regenwasser des Plateaus in Form eines kleinen Baches nach Südosten ins Müglitztal. Ein kurzer Abschnitt des Müglitztals zwischen der Einmündung der Winterleite und der Mühlbachstraße gehört zur Maxener Gemarkung.
Am westlichen Siedlungsrand von Maxen verläuft die Wasserscheide des Lockwitzbachs.

### Klima
Maxen liegt in der kühl-gemäßigten Klimazone und weist ein humides Klima auf. Der Landschaftsraum des Dorfes befindet sich im Übergangsbereich zwischen dem feuchten atlantischen und dem trockenen Kontinentalklima. Der Maxener Naturraum vermittelt klimatisch zwischen Elbtal und Osterzgebirge. Nach der Klimaklassifikation von Köppen/Geiger zählt Maxen zum gemäßigten Ozeanklima (Cfb-Klima). Dabei bleibt die mittlere Lufttemperatur des wärmsten Monats unter 22 °C und die des kältesten Monats über −3 °C. Im Jahresdurchschnitt liegt die Temperatur bei 7,4 °C. Die Niederschlagsmenge beträgt im durchschnittlichen Jahresmittel 653 mm in Maxen.  Auf den windoffenen Hochlandflächen sind die mittleren Windgeschwindigkeiten am höchsten. Die Tieflagen in den Tallandschaften sind hingegen relativ windgeschützt. Die landwirtschaftlich genutzten Flächen des Hochplateaus wirken klimatisch als Kaltluftentstehungsgebiet. In den Tälern fließt die schwerere Kaltluft hangabwärts in sogenannten Kaltluftbahnen.

### Flora
Für den Biotopverbund erfüllen die bewaldeten Talhänge, v. a. des Müglitztales wichtige Funktionen und weisen eine besondere Bedeutung für die Biodiversität auf.

### Fauna
Der Naturraum von Maxen bietet Fledermäusen geeignete Lebensräume. Das Vorkommen der in Deutschland vom Aussterben bedrohten Kleinen Hufeisennase (Rhinolophus hipposideros) ist eine Besonderheit im Müglitztal. Die streng geschützte Fledermausart nutzt die Laubmischwälder im unteren Osterzgebirge als Jagdhabitat. Der nachtaktive Säuger hat seine Quartiere eher im Siedlungsbereich. So dient der Keller und der Heizungsraum des Caritasheims im Schloss Maxen als Wochenstubenquartier der wärmeliebenden Fledermausart. Das Fledermausquartier ist Teil des europäischen FFH-Gebiets Separate Fledermausquartiere und -habitate im Großraum Dresden (Nr. 4645-302).

### Flächennutzung und Kulturlandschaft
Der Großteil des Maxener Landschaftsraumes wird agrarisch genutzt. Ackerflächen nehmen einen vergleichsweise hohen Anteil an der Flächennutzung ein. Das Dorf und sein Umland weist eine vielfältige Kulturlandschaft mit Relikten an historischen Nutzungsformen im Bereich des Lössplateaus auf. Neben Streuobstwiesen, Alleen bestehend aus Süßkirschen prägen Hohlwege als historische Kulturlandschaftselemente das Landschaftsbild. Die einstige kleinteilige Gefildelandschaft von Maxen wurde durch die Großflächenwirtschaft der vergangenen Jahrzehnte in große Schläge parzelliert. Die Ackerflächen werden dennoch durch eine Vielzahl landschaftlicher Kleinelemente gegliedert. Der Verlauf und die Lage der Alleen, Baumreihen, Feldgehölze und Hecken zeichnet die Trennung der früheren Hufe des ehemaligen Waldhufendorfes nach.

## Geschichte

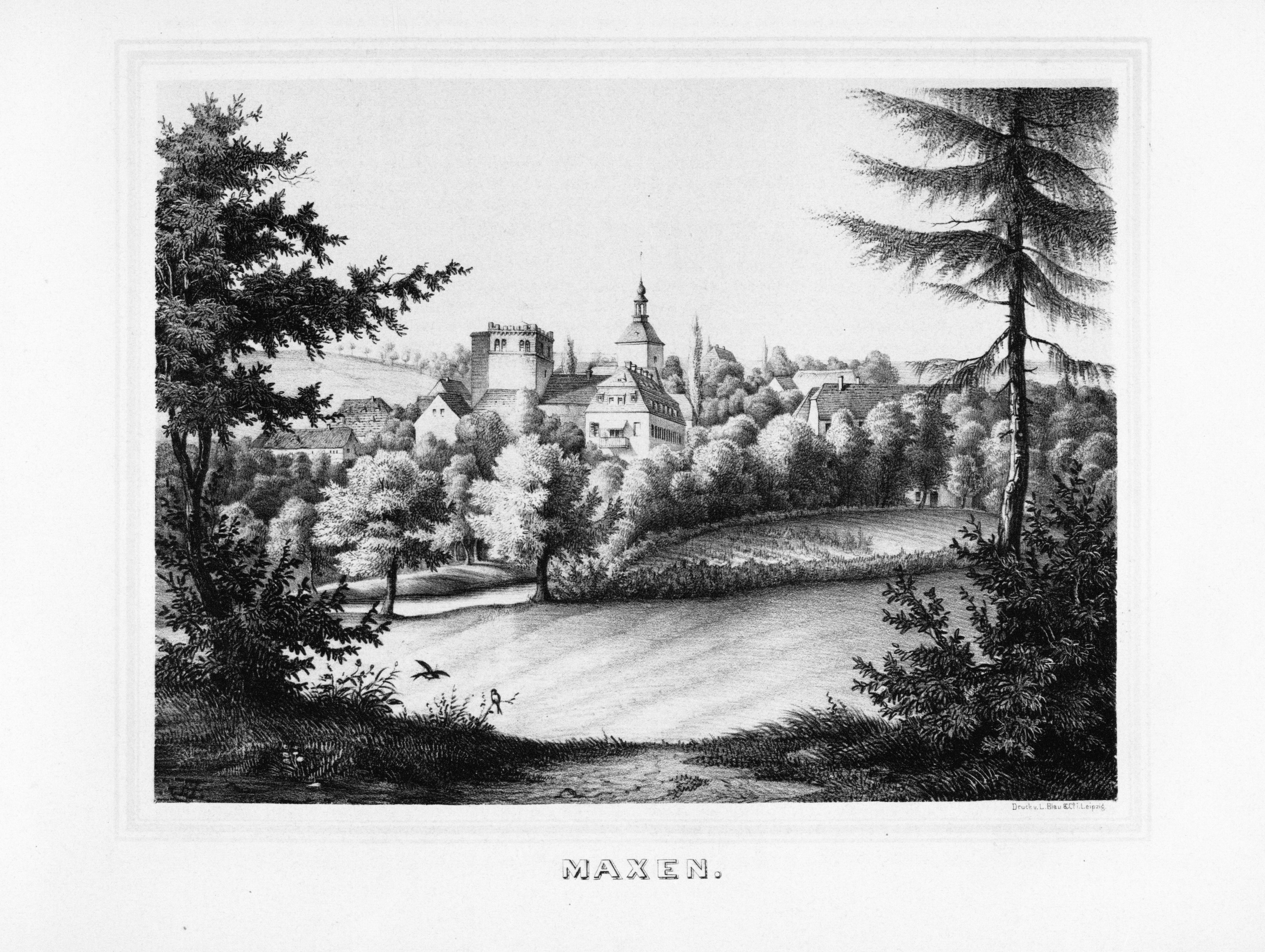
Historische Ortsansicht von Maxen aus dem Album der Rittergüter und Schlösser im Königreiche Sachsen (spätestens 1856)

Das Waldhufendorf wurde in einem Rodungsgebiet des untersten Erzgebirges Anfang des 14. Jahrhunderts gegründet. Zur Gründung von Maxen und zum Ortsnamen gibt es viele Vermutungen, die in der Chronik von Maxen erläutert werden. Eine neue Theorie besagt, dass Maxen von den burggräflich-dohnaischen Vasallen Herren von Gorknitz angelegt wurde.
- 1316–1548 gehört Maxen dem Geschlecht der Familie von Karras.
- 1558–1819 ist Maxen unter der Herrschaft der Familie von Schönberg.
- 1819–1881 das Rittergut Maxen gehört der Familie Serre.
- 1881–1898 Maxen ist im Besitz der Familie Uhle.
- 1899–1916 Maxen ist im Besitz der Familie von Tauchnitz.
- 1916–1927 Otto Heinrich Büttner ist Herr auf Maxen.
- 1927–1945 Familie Trebbin lebt und wirtschaftet auf Schloss Maxen.
- nach 1945 russische Kommandantur, dann Heim für deutsche Vertriebene.

Nach der Wende von 1989 richtet der Orden der Borromäerinnen der Caritas im Maxener Schloss ein Altersheim ein, die landwirtschaftlichen Nutzflächen werden an Neubauern verteilt.
Seit einigen Jahren ist das Gebäude in Privatbesitz.

### Maxener Marmor
Gegen Ende des 16. Jahrhunderts fand der im Dienst des Kurfürsten Christian I. stehende Tausendkünstler Giovanni Maria Nosseni bei Maxen eine Art von Kalkstein, aus der sich der sogenannte „bunte Marmor“ gewinnen ließ. In der Zeit des Barock wurden 50 verschiedene Farbkombinationen dieses Maxener Marmors beschrieben, darunter „erbsfarbener“. Dieser Stein war so kostbar, dass nur der Kurfürst ihn für seine Bauten verwenden durfte, zum Beispiel im Französischen Pavillon des Dresdner Zwingers, im Grünen Gewölbe im Residenzschloss Dresden, in der Katholischen Hofkirche, im Bautzener Dom oder in der Moritzburger Schlosskapelle. Vorkommende Verluste sind heute auch auf dem internationalen Markt nicht mehr zu ersetzen.

### Schlacht bei Maxen / Gefecht von Maxen / Der Finckenfang
Im Siebenjährigen Krieg standen sich am 20. November 1759 im Gefecht von Maxen Preußen und Österreicher bei winterlicher Kälte und Schnee gegenüber. Einen Tag nach der Schlacht, am 21. November 1759, wurde der preußische General Friedrich August von Finck von den Österreichern gefangen genommen. Nach diesem Ereignis ist eine Anhöhe südlich des Ortes benannt: der Finckenfang, von dem man eine großartige Aussicht auf die Sächsische Schweiz und das Erzgebirge hat.

### Familie Serre und ihre Freunde

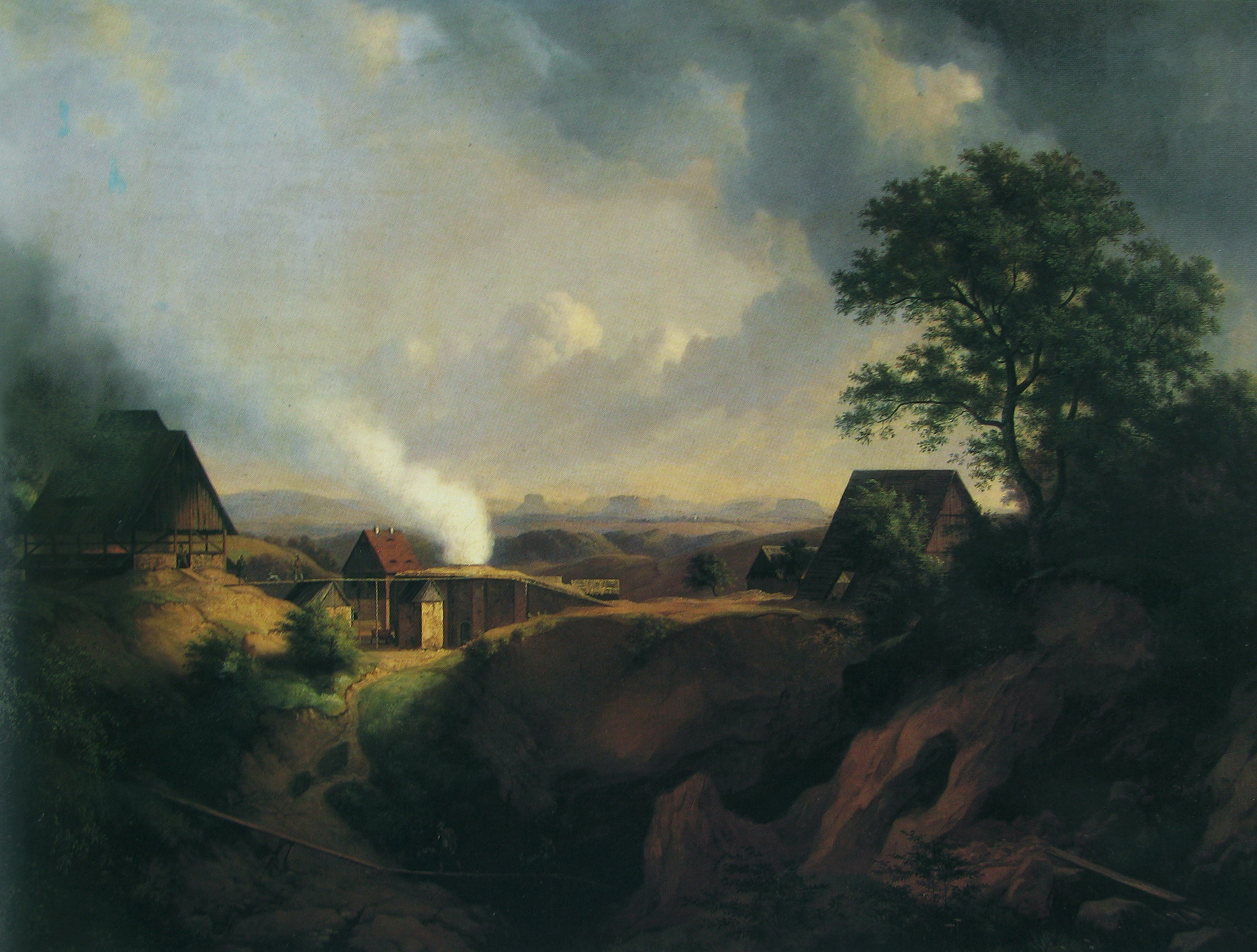
Landschaft bei Maxen, 1838 von Ernst Ferdinand Oehme

Auf dem Maxener Schloss residierte von 1819 bis 1872 das Ehepaar Serre, das namhafte Künstler einlud und unterstützte. Hier fanden Persönlichkeiten wie Hans Christian Andersen, Robert Schumann, Clara Schumann, Bertel Thorvaldsen, Carl Maria von Weber, Franz Liszt, Giacomo Meyerbeer, Christoph August Tiedge, Ludwig Tieck, Karl Gutzkow, Berthold Auerbach, Emanuel Geibel, Ludwig Bechstein, Julius Hammer, die Schauspieler Emil und Doris Devrient, Wilhelmine Schröder-Devrient, Jenny Lind, Johan Christian Clausen Dahl und sein Sohn Johann Siegwald Dahl, Woldemar Hottenroth, Ernst Rietschel, Ernst Ferdinand Oehme, Ottilie Heinke, Ludwig Richter, Adolf von Donndorf, Eduard Bendemann, Carl Gustav Carus und Ottilie von Goethe Ruhe und Anregung zugleich. Die Gastfreundschaft der Serres war international: der afrikanische Bergbaustudent Aquasi Boachi, der javanische Prinz und Maler Raden Saleh lebten einige Zeit hier. Für Raden Saleh ließen die Serres 1848 einen kleinen Pavillon in Form einer Moschee erbauen, das „Blaue Häusel“, das noch heute existiert. Major Serre versuchte, im Schloss eine Marmorschleiferei einzurichten, doch er hatte keinen Erfolg damit. Von nun an wurde in den ehemaligen Marmorbrüchen nur noch Kalk abgebaut und in den neuen Kalköfen reiner Kalk gebrannt.

### Persönlichkeiten
- Theodor Friedrich (1829–1891), Architekt und Stadtbaurat
- Johann Gottfried Langermann (1768–1832), Hebammenlehrer, Psychiater und preußischer Staatsrat
- Adam Rudolph von Schönberg (* 1712 auf Gut Maxen; † 1795 in Dresden), letzter kurfürstlich-sächsischer Generalpostmeister
- Friederike Serre (1800–1872), Gutsbesitzerin auf Maxen
- Friedrich Anton Serre (1789–1863), Gutsbesitzer auf Maxen von 1819 bis 1863
- Clara Schumann (1819–1896), Pianistin, häufig zu Gast in Maxen
- Robert Schumann (1810–1856), Komponist, gern zu Gast in Maxen, widmete Friederike Serre die Arabeske op. 18 und das Blumenstück op. 19 für Klavier
- Caspar Carl Philipp Utz von Schönberg (1804–1864), Rittergutsbesitzer und Politiker
- Günther Wonneberger (1926–2011), Sporthistoriker, Rektor der Deutschen Hochschule für Körperkultur und Sport
- Lukas Schober (2004-heute), Kugelstoßer aus Maxen

### Einwohnerentwicklung der (ehemaligen) Gemeinde Maxen
Im Jahr 2011 zählte Maxen lediglich 524 Einwohner. Seit der Nachkriegszeit um 1950 bis 2011 hat die Bevölkerung des Dorfes um rund 43 Prozent abgenommen. Die gesellschaftspolitische Wende leitete eine größere Abwanderungsbewegung ein. Zwischen 1990 und 2011 nahm die Bevölkerung von Maxen um circa 30 Prozent ab.

Das Durchschnittsalter der Maxener Einwohner betrug im Jahr 2011 genau 46 Jahre und lag damit leicht über dem Durchschnittsalter der Bevölkerung in Deutschland. Der Anteil der Jugendlichen an der Gesamtbevölkerung des Ortes war 2011 geringer als im bundesdeutschen Schnitt, denn der Jugendquotient lag bei lediglich 21.

### Ortsnamenformen
Es ist nicht eindeutig geklärt, wie der Name von Maxen entstand. In den Urkunden änderte sich die Schreibweise und Aussprache des Ortes mehrfach. Die erste urkundliche Erwähnung des Dorfes ist auf das Jahr 1307 als Herrensitz Apeczco de Maxin datiert. Später 1445 wurde Maxen als Rittersitz erwähnt und seit 1551 als Rittergut bezeichnet.
Nachfolgend ist eine Übersicht der historischen Ortsnamenformen nach dem historischen Ortsverzeichnis von Sachsen (HOS) dargestellt.
- 1307: Apeczco de Maxin
- 1335: Henricus de Maxin
- 1372: Maxin
- 1445: Maxen / Machsen
- 1458: Maxyn
- 1493: Magkzen
- 1548: Maxen

## Sehenswürdigkeiten

### Kirche
Die Kirche Maxen ist eine Saalkirche mit eingezogenem Chor und Dreiachtelschluss sowie mit Westturm. Der vielleicht aus dem 16. Jahrhundert stammende Chor zeigt möglicherweise noch romanische Mauerteile. Der Turm stammt aus dem Jahr 1625, das oberste Geschoss wurde 1748 erneuert und ist mit Haube und Laterne abgeschlossen. Der Saal ist ein Neubau von 1878, wobei angeblich ein romanisches Portal als Baumaterial verwendet wurde.
Das Bauwerk ist ein verputztes Bruchsteinbauwerk; die Chorwölbung stammt aus dem 18. oder 19. Jahrhundert. Der bedeutende Altar aus Sandstein mit der Jahreszahl 1558 stammt aus der Schule Sebastian Walthers und zeigt eine Säulenädikula mit einem Relief des Gekreuzigten, im Hintergrund die alttestamentlichen typologischen Vorbilder Opferung Isaaks und Eherne Schlange, im Vordergrund zeigen Putten Tafeln mit dem entsprechenden Text. Die Kanzel ist ein Werk aus Sandstein von Caspar Klöpl aus Pirna mit der Jahreszahl 1631, an dem von einer Mosesfigur getragenen Kanzelkorb sind Skulpturen der Evangelisten zu sehen.

### Weiteres
- Das Maxener Schloss, zwischen 1726 und 1728 als Barockbau errichtet, nach dem Zweiten Weltkrieg als russische Kommandantur, später als Flüchtlingsquartier und bis 2003 Altenpflegeheim genutzt, ist heute in Privatbesitz.
- Das Heimatmuseum am Dorfplatz zeigt in vier Räumen Interessantes und Staunenswertes zur Geschichte des Bergdorfes Maxen. Es wird von ehrenamtlichen Mitgliedern am Wochenende für Besucher geöffnet und zeigt unter anderem ein Diorama der Schlacht von 1759 mit über 1.000 Zinnfiguren, Informationen zur Ortsgeschichte und den Kalk- und Marmorabbau anhand eines Kalkofenmodells in historischer Zeit.
- Vom Schloss aus führt ein Fußweg (Kirschbaumallee) zum Blauen Häusel. Unterwegs trifft man auf den Gnadenhof für Katzen, der vom Tierschutzverein Dresden 1839 und Umgebung e. V. 1994 gegründet wurde. Inzwischen hat der Tierschutzverein Dresden e. V. – Menschen für Tierrechte – die Betreuung des Objektes übernommen.
- Sehenswert ist außerdem der alte Kalkofen von 1856, der in den Sommermonaten und am ersten Adventswochenende auch innen besichtigt werden kann.
- Landschaftlich schön gelegen ist die Naturbühne Maxen, ein Freilichttheater im ehemals königlich-sächsischen Marmorbruch. Seit 2003 finden hier regelmäßig Konzerte, Theaterstücke, Kabarett oder Volksmusik statt.

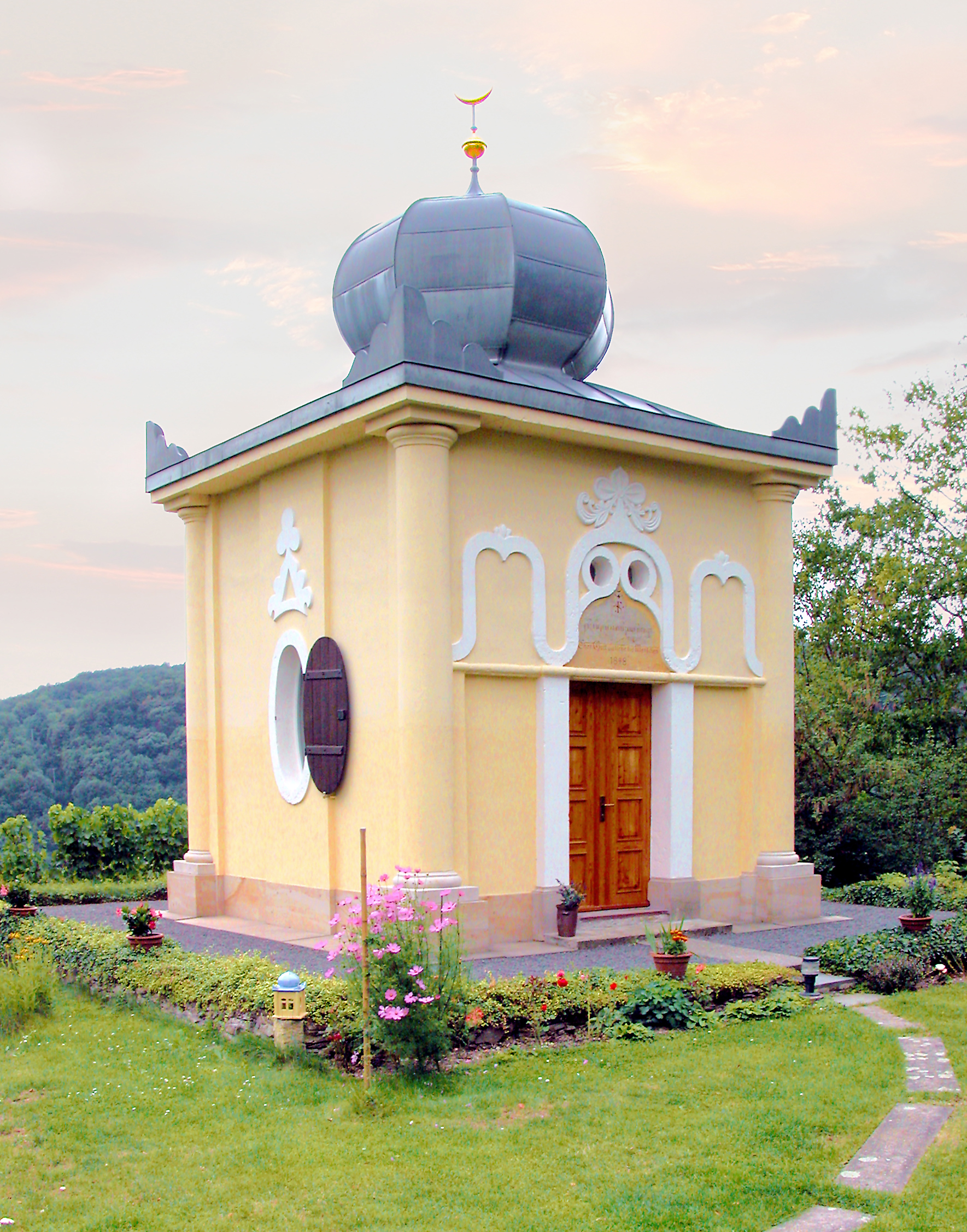
Blaues Häusel
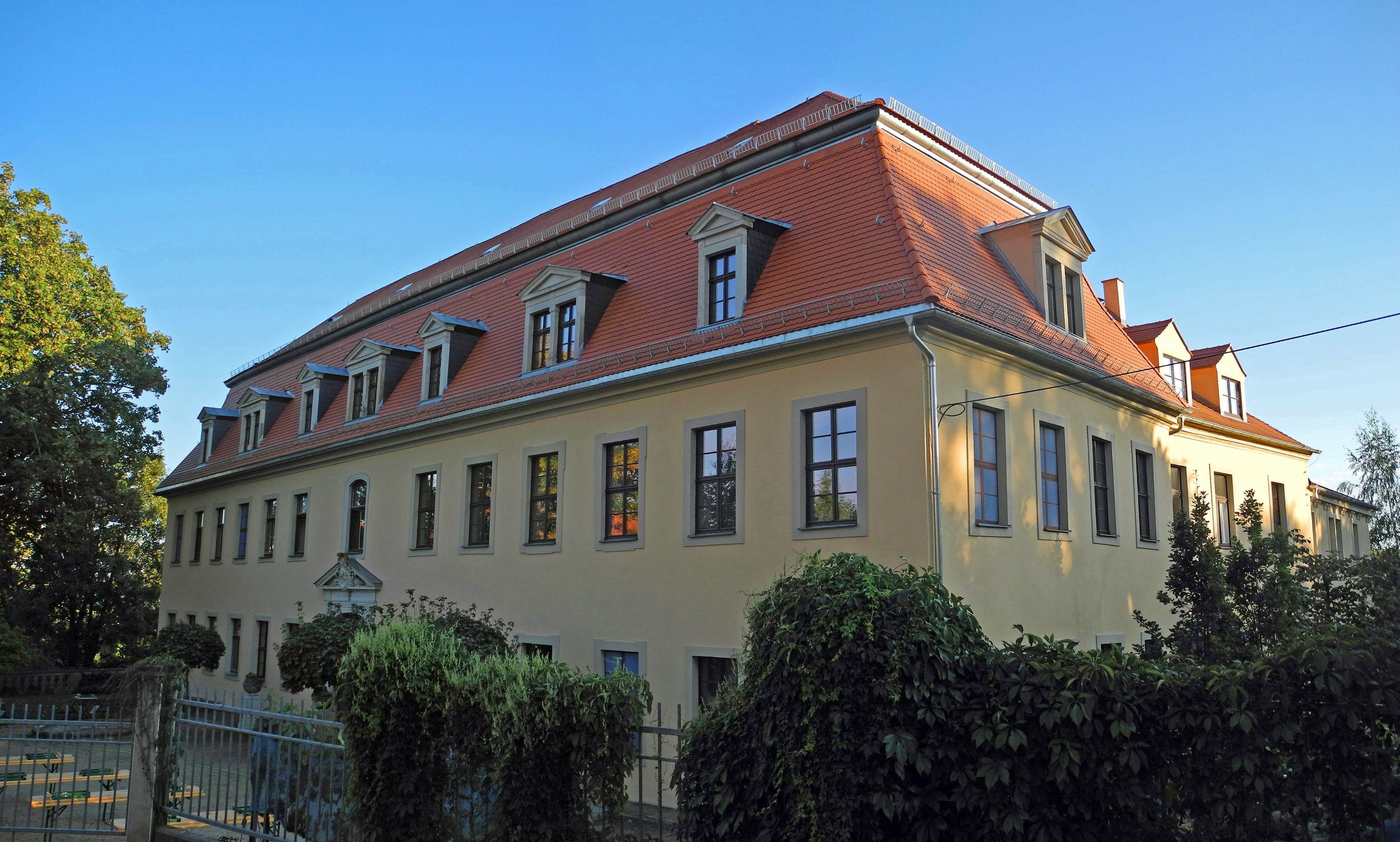
Rittergut Maxen, Herrenhaus
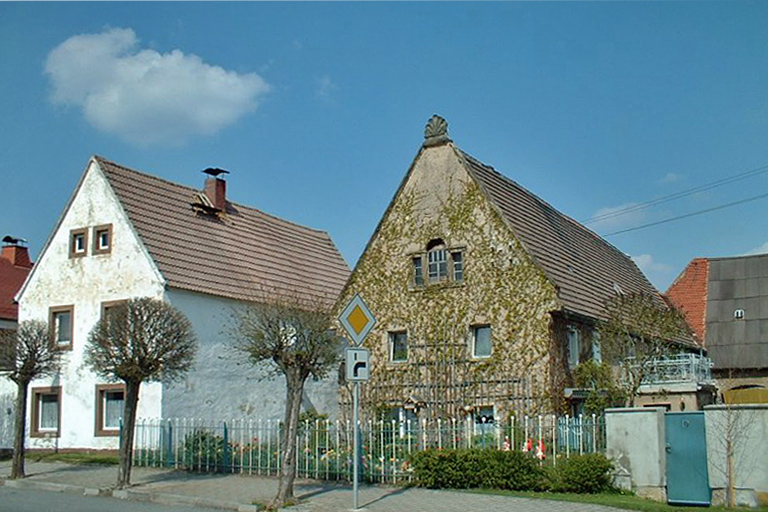
Straße in Maxen
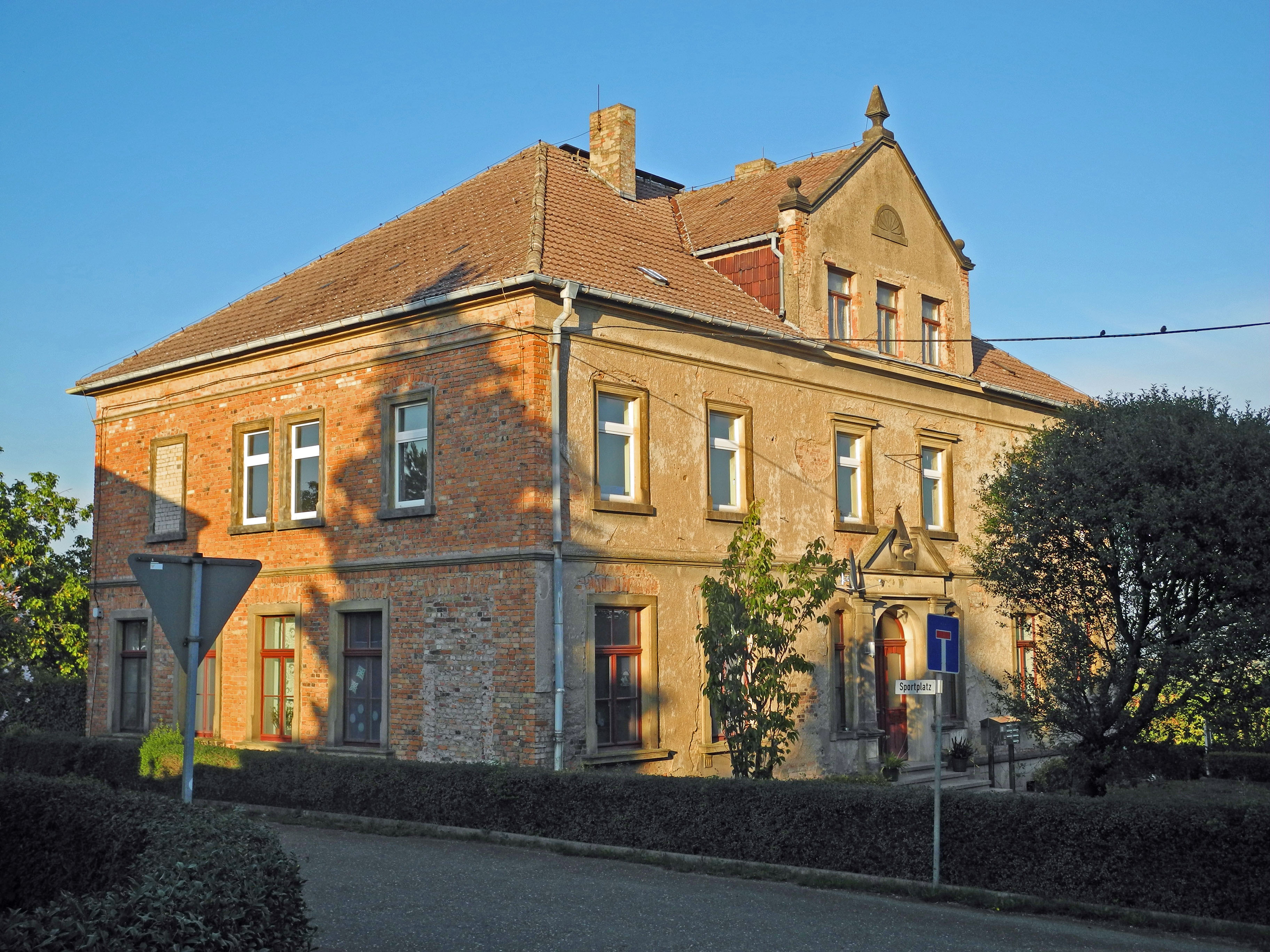
Alte Schule
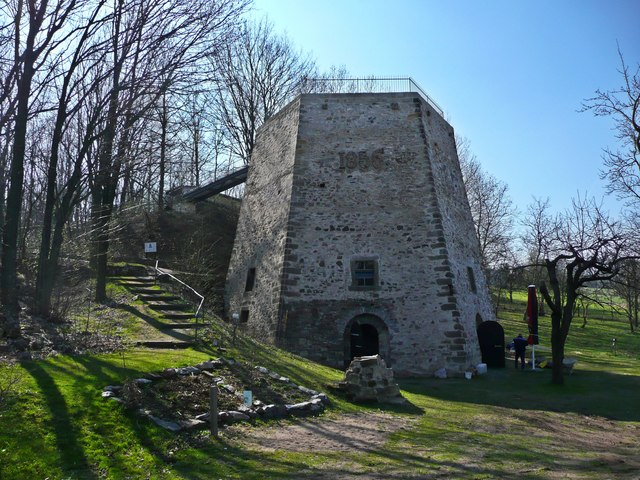
Historischer Kalkofen
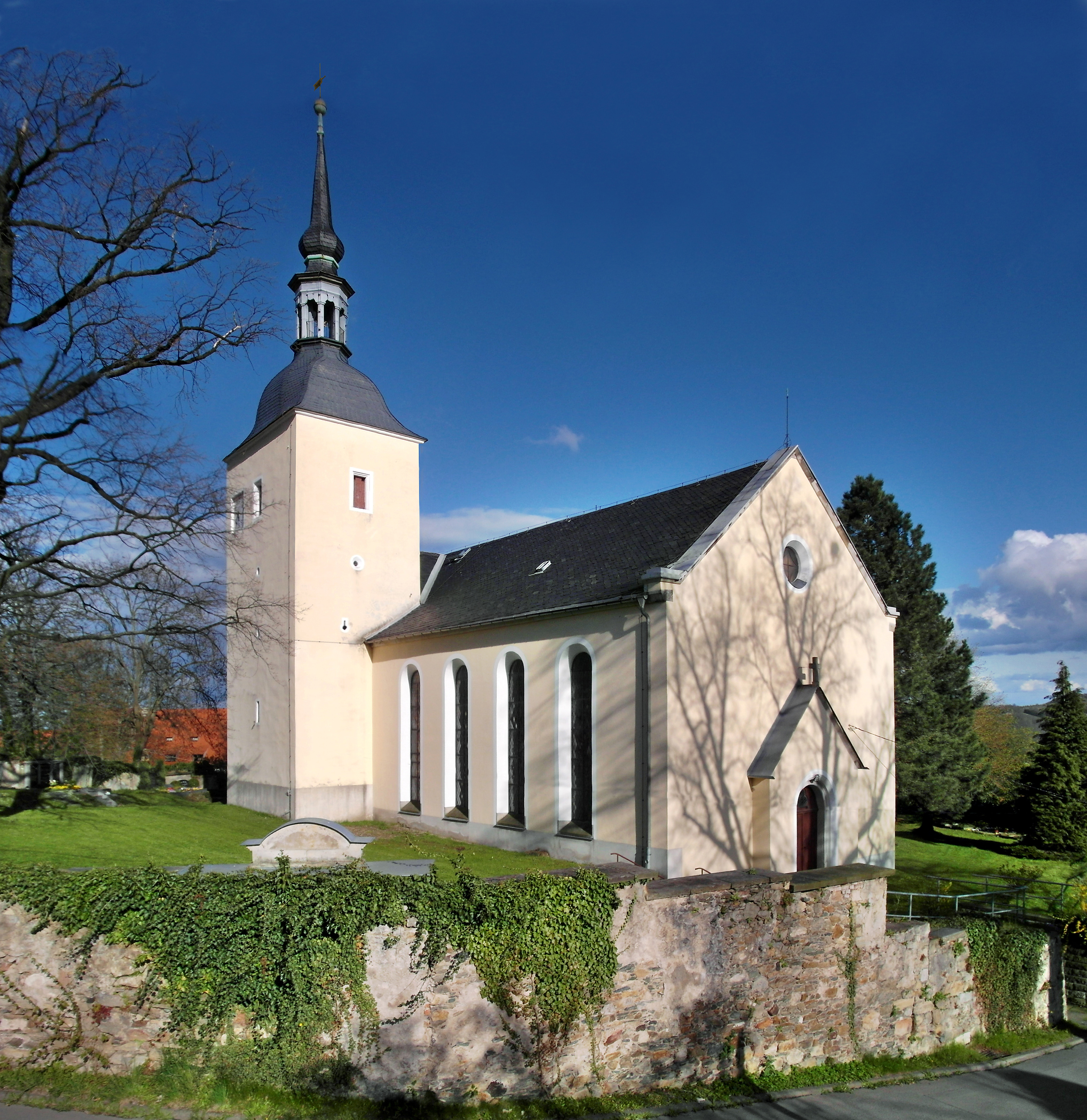
Dorfkirche